# Windischletten

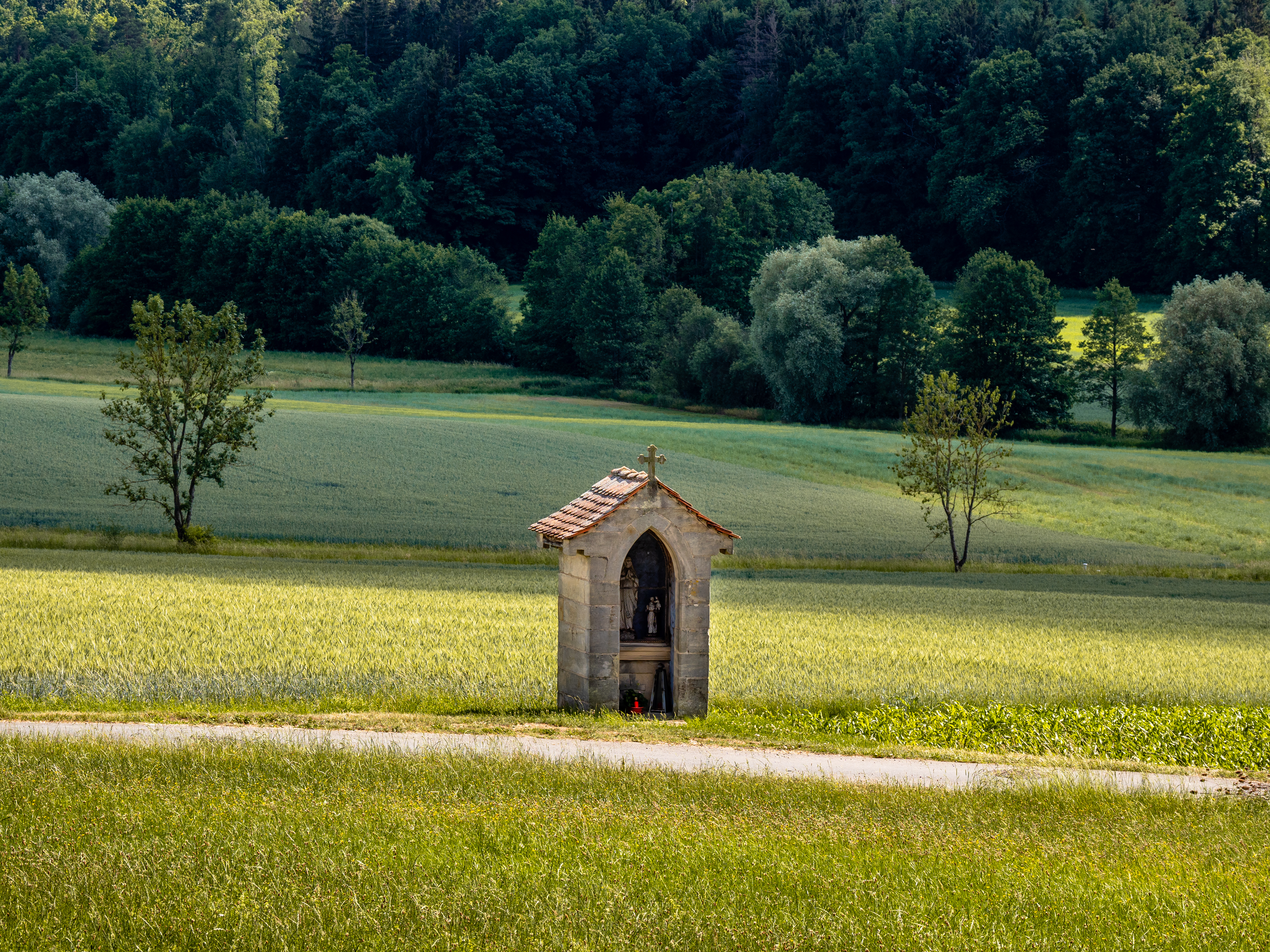
Feldkapelle bei Windischletten

Windischletten ist ein Gemeindeteil der Stadt Scheßlitz im oberfränkischen Landkreis Bamberg in Bayern.

## Geografie
Nachbarorte des Kirchdorfes sind im Norden Oberoberndorf (Markt Zapfendorf), im Nordosten Schweisdorf (Stadt Scheßlitz), im Südosten Scheßlitz, im Süden Starkenschwind (Stadt Scheßlitz), im Südwesten Leimershof (Gemeinde Breitengüßbach) und im Westen Roth (Markt Zapfendorf).

## Geschichte
Aus dem Ortsnamen kann man schließen, dass das Dorf durch die Ansiedlung von Wenden entstanden ist. Dies wurde von König Konrad I. auf dem Reichstag zu Forchheim (911) nicht nur für diesen Ort, sondern für den gesamten fränkischen Raum angeordnet und in den Folgejahren durchgeführt, so dass man von einer Ortsgründung im 10. Jahrhundert ausgehen kann.
Am 1. Mai 1978 wurde der bisher kommunal selbstständige Ort im Zuge der Gebietsreform in Bayern in die Stadt Scheßlitz eingegliedert.

## Wirtschaft

### Ehemalige Brauereien
In Windischletten gab es zwei Brauereien. Um 1818 wurde die Brauerei Morgenroth gegründet. Im Jahr 1986 stellte der letzte Braumeister Josef Morgenroth den Betrieb ein und schloss auch die zugehörige Gaststätte.

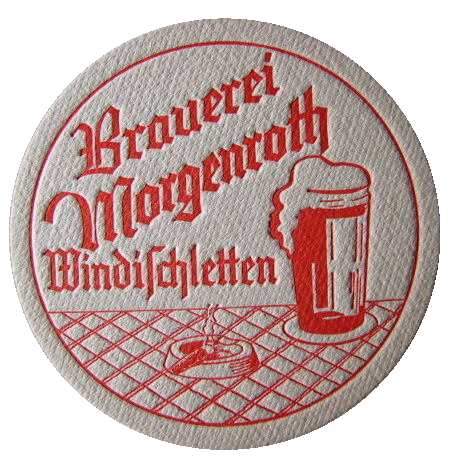
Bierdeckel der Brauerei Morgenroth in Windischletten (1818–1986)
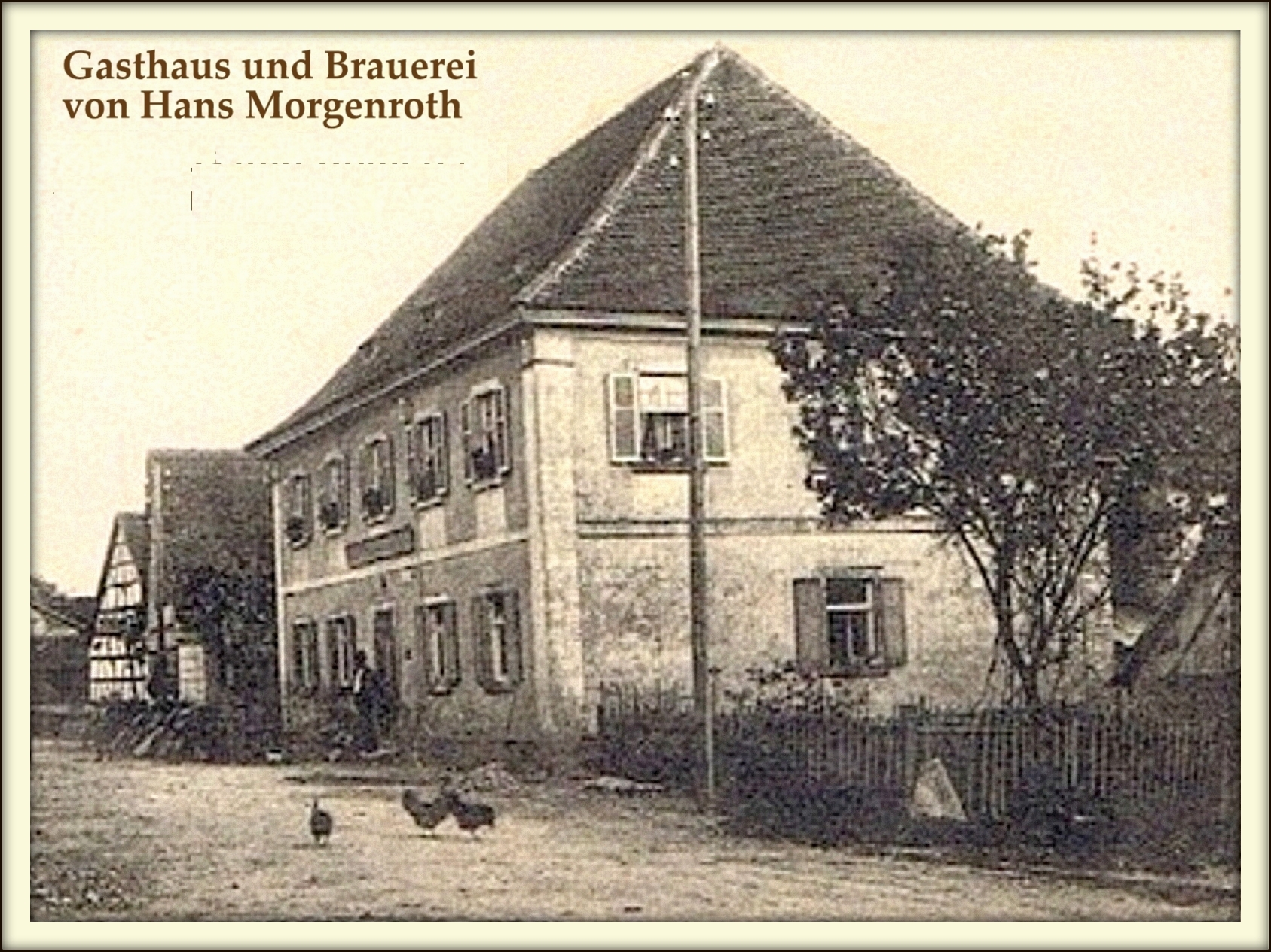
Brauerei Morgenroth ca. 1910

Die Brauerei Dumrauf wurde um 1912 gegründet. Zu ihr gehörte eine Gaststätte mit Kegelbahn. Das letzte Bier wurde dort ca. 1928 gebraut. Danach wurde Bier der Brauerei Brütting aus Staffelstein verkauft. Mitte des 20. Jahrhunderts wurde die Gastwirtschaft geschlossen.

### Die ehemalige Ziegelei
In der zweiten Hälfte des 19. Jahrhunderts betrieb Johann Schneider eine Ziegelei, in der etwa 20 Arbeiter beschäftigt waren. Die Ziegeleistraße erinnert daran.

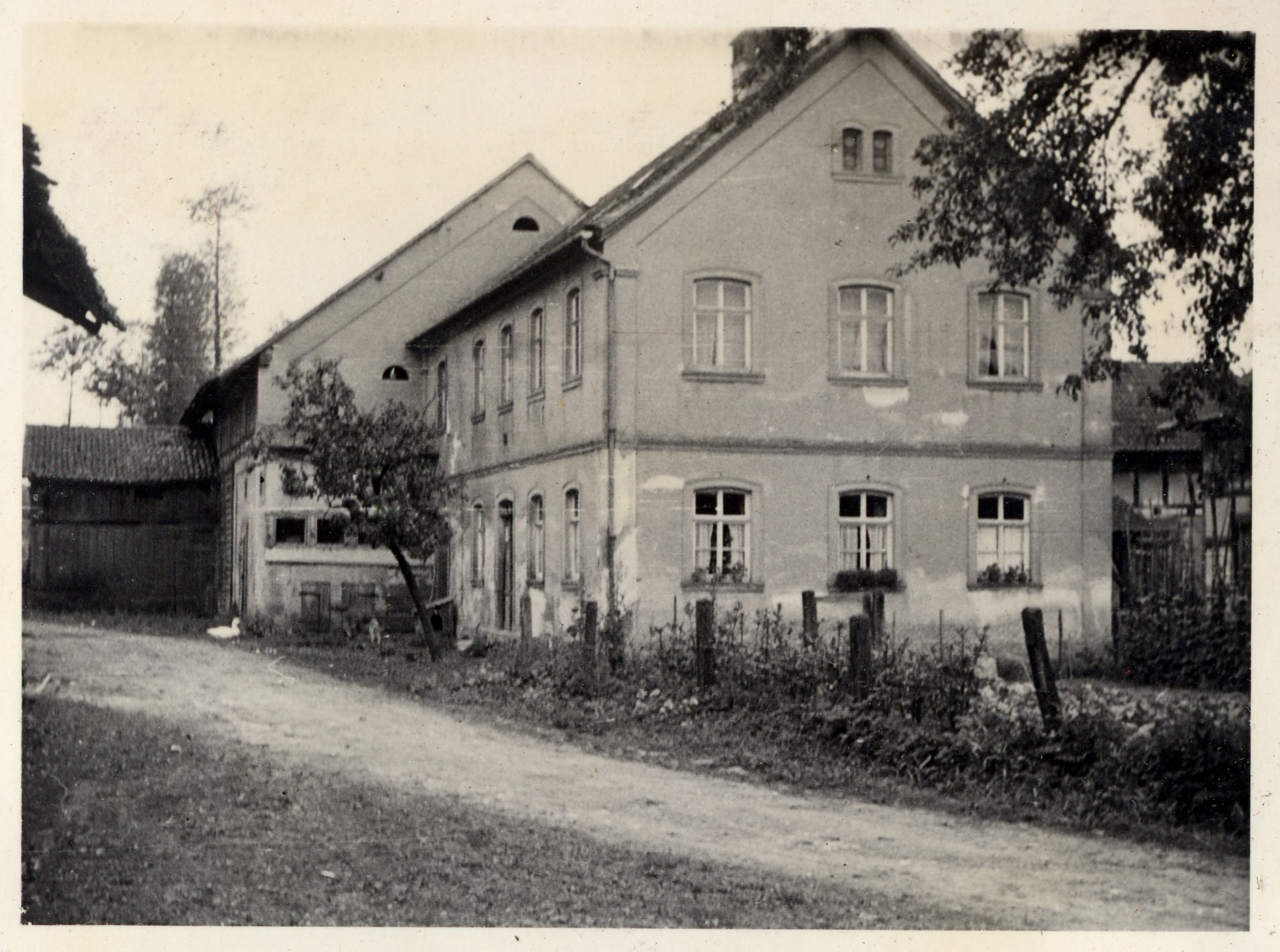
Alte Ziegelei ca. 1930
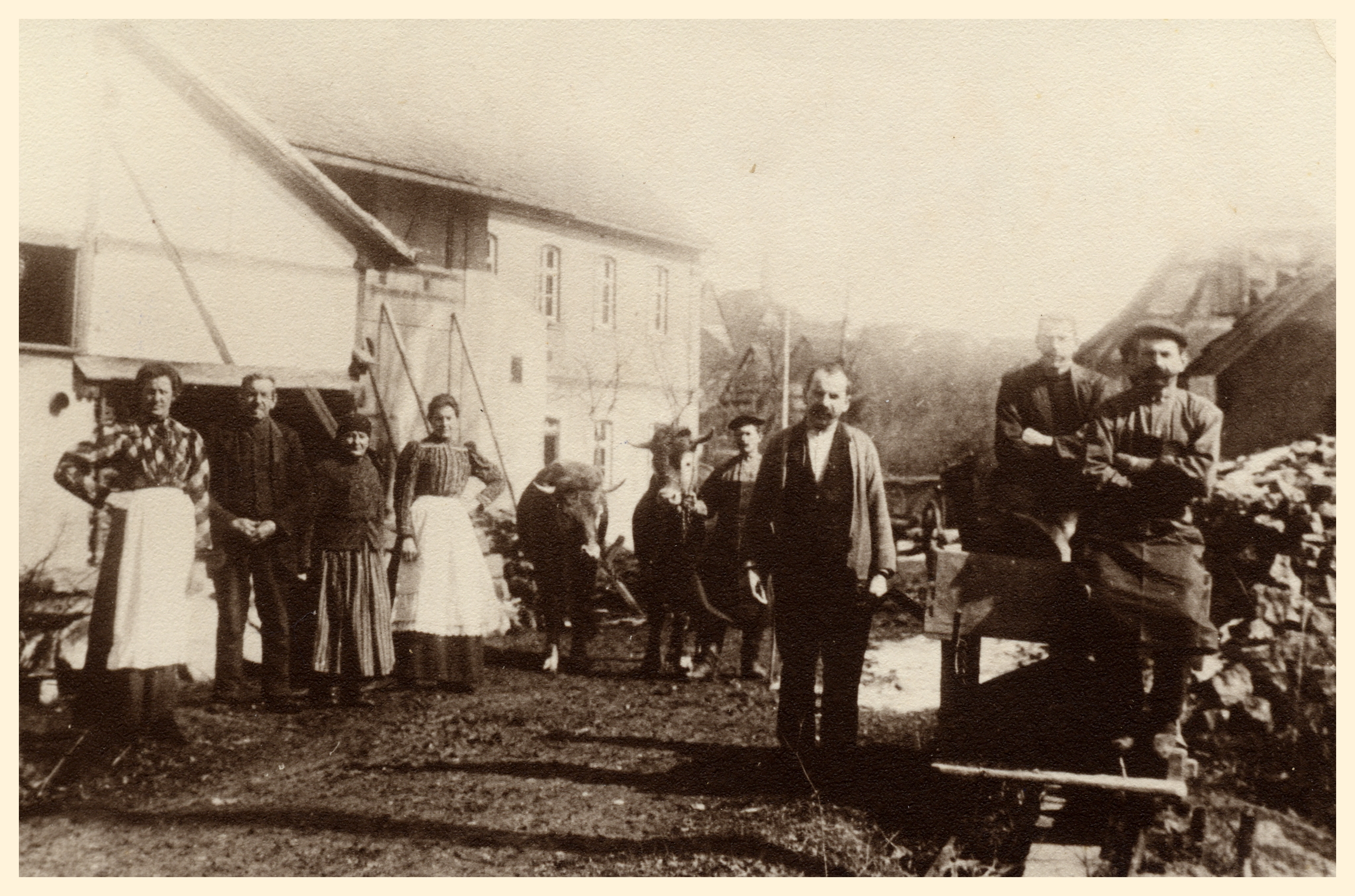
Johann Schneider, Betreiber der Ziegelei ca. 1890
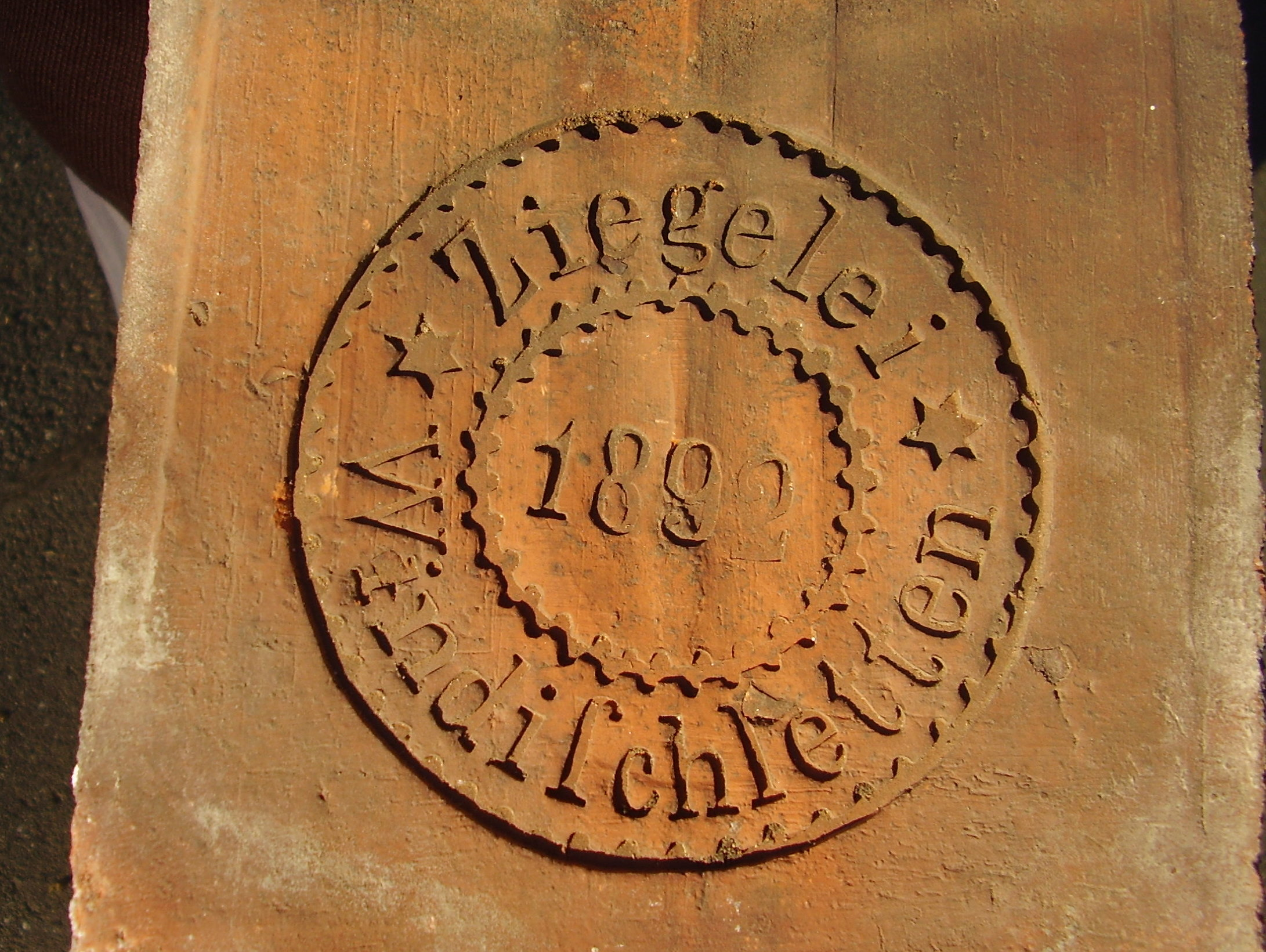
Ziegelstempel von 1892 der ehemaligen Ziegelei Johann Schneider in Windischletten

Im Jahre 1996 verlegte die Firma Holzbau Kuchenreuther ihr Firmengelände nach Windischletten.

### Vereine
In Windischletten gibt es den Obst- und Gartenbauverein und die Freiwillige Feuerwehr. 

### Politik
Die örtliche Christliche Wählergemeinschaft (CWG) bildet im Scheßlitzer Stadtrat mit vier Sitzen die zweitgrößte Fraktion.

### Sonstiges
Etwa einen Kilometer nordwestlich von Windischletten befindet sich auf einem Höhenrücken das Naturdenkmal Windischlettener Linde. Bei der Linde wurde 1892 ein (mittlerweile als Baudenkmal ausgewiesenes) Wegkreuz von der damaligen Gemeinde Windischletten errichtet.